# Roderic D. M. Page
Roderic Dugald Morton Page (Auckland, 1962) is een in Nieuw-Zeeland geboren evolutiebioloog aan de Universiteit van Glasgow, Schotland, en auteur van verscheidene boeken. Sinds 2015 is hij hoogleraar aan de Universiteit van Glasgow en tot eind 2007 was hij de redacteur van het tijdschrift Systematic Biology. Zijn belangrijkste interesses zijn fylogenetica, evolutiebiologie en bio-informatica.

## Opleiding
Page werd geboren in Auckland in 1962. Hij behaalde zijn PhD in 1990 aan de Universiteit van Auckland.

## Carrière en onderzoek
Page staat bekend om zijn werk op het gebied van parasitisme en in het bijzonder de ontwikkeling van bio-informaticasoftware zoals TreeMap, RadCon, en TreeView. Page is samen met Edward C. Holmes de co-auteur van Molecular Evolution: A fylogenetic approach en redacteur van Tangled trees: fylogeny, cospeciation and coevolution.

### Prijzen en onderscheidingen
Hij ontving de Bicentenary Medal van de Linnean Society in 1998.